# 東急不動産
東急不動産株式会社（とうきゅうふどうさん、英: TOKYU LAND CORPORATION）は、東京都渋谷区道玄坂に本社を置く日本の総合不動産会社。東急不動産ホールディングス（持株会社）の子会社で、東急グループの1社。総合不動産では、旧財閥の流れを汲む三井不動産、三菱地所に次ぐ業界3位。
東急グループの本拠地でもある渋谷のほか、都内に約100棟のオフィスビルを所有している。

## 概要

### 来歴
電鉄系不動産会社としては突出した規模を持ち、前身の田園都市株式会社を引き継ぎ、都心5区（千代田区・港区・中央区・新宿区・渋谷区）での住宅・オフィス・商業施設開発を中心に、都心からリゾート地まで「住宅」「オフィス」「商業施設」「資産活用」「リゾート」「海外」と幅広い事業展開を行っている。
なお、東急グループにおいて不動産ディベロッパー機能を持つ東急株式会社（旧・東京急行電鉄）は子会社の東急電鉄沿線での開発が中心であり、都心開発が中心の当社とは棲み分けがなされている。
2008年より3年間で総額5,000億円を投じ、都心部において積極的なオフィスビル・商業施設開発を行うとしており、これ程の規模の事業投資は同社としては初。不動産価格の高騰が落ち着き、投資に有利な環境となった事で積極的に展開していくとしている。
2013年、持株会社体制に移行し、東急不動産ホールディングスを設立。同社の完全子会社となった。

### 近年の主要な計画
2006年9月27日に、東武百貨店から渋谷区神宮前のティーズ原宿の土地を建て替え費用も含め約600億円で、同年12月5日にはタカシマヤタイムズスクエア（髙島屋新宿店）の土地と建物の6割を1210億円で、2007年9月19日には東芝不動産から数寄屋橋の銀座東芝ビル（後の銀座TSビル）の土地と建物を1610億円で取得。その後、同ビルが築70年以上経過し老朽化が進んでいたことから、2012年9月に解体工事に着手。跡地に地上11階、地下5階の商業施設で、インバウンド消費を狙った東急プラザ銀座を2016年3月に開業している。この施設は同社最大級となる商業施設で、大型免税店など120店が入居している。
また2007年12月には、東急（当時は東京急行電鉄）との二子玉川再開発（二子玉川東地区第一種市街地再開発事業）が着工された。当該再開発における計画面積は11.2ha（第1期は8.1ha）で、組合施行としては全国最大規模。第1期計画として多摩川沿いの駅ビルを軸としたI街区、超高層の商業棟とホテルを軸としたII街区、超高層マンション（最高151m）を軸としたIII街区が計画され、2010年までにII街区を除き完成し、2015年に二子玉川ライズを含めて完成した。また関西でも大型複合商業施設キューズモールを開業し、2017年冬には大阪市中央区心斎橋で新商業施設を立ち上げる計画など、不動産開発を強化している。渋谷駅周辺の大規模再開発事業（渋谷スクランブルスクエア、渋谷ストリーム）で東急株式会社などと駅街区開発計画を進めている。

## 沿革
- 1918年（大正7年）- 田園都市株式会社設立。
- 1953年（昭和28年）12月 - 東京急行電鉄株式会社（現・東急）が不動産部門を分離独立させ、東急不動産株式会社を設立。
- 1956年（昭和31年）4月 - 東京証券取引所市場第二部に株式上場。
- 1959年（昭和34年）12月 - 建設業を東急建設株式会社に譲渡。
- 1961年（昭和36年）
  - 6月 - 広告業を株式会社東急エージェンシーへ譲渡。
  - 10月 - 東京証券取引所市場第一部に指定替え。
- 1963年（昭和38年）8月 - 額面変更のため旧・日本相互タクシー株式会社（東急不動産株式会社に商号変更）に吸収合併。
- 1970年（昭和45年）
  - 4月 - 株式会社東急コミュニティー設立。
  - 10月 - 大阪証券取引所市場第一部に上場。
- 1972年（昭和47年）3月 - 株式会社エリアサービス（現・東急リバブル）設立。
- 1976年（昭和51年）8月 - 株式会社東急ハンズ（現・ハンズ）設立。
- 1982年（昭和57年）9月 - 東急ホーム株式会社（現・東急ホームズ）設立。
- 1986年（昭和61年）7月 - 会員制スポーツクラブ「東急スポーツオアシス」（現・スポーツオアシス）開業。
- 1988年（昭和63年）6月 - 会員制リゾートホテル「東急ハーヴェストクラブ」開業。
- 1998年（平成10年）2月 - 長期滞在型の宿泊施設「東急ステイ」開業。
- 2003年（平成15年）- 東京証券取引所に「東急リアル・エステート投資法人」を上場。
- 2007年（平成19年）11月 - 大阪証券取引所上場廃止。
- 2012年（平成24年）6月 - 東京証券取引所に「アクティビア・プロパティーズ投資法人」を上場。
- 2013年（平成25年）
  - 2月 - 東京証券取引所に「コンフォリア・レジデンシャル投資法人」を上場。
  - 9月 - 東京証券取引所上場廃止。
  - 10月 - 東急コミュニティー・東急リバブルと共同株式移転を行い、東急不動産ホールディングスを設立。その完全子会社となる。
- 2019年（令和元年）8月 - 本社ビルの建替え（渋谷ソラスタ）が完了し、本社所在地が元に戻る。

## 歴代社長
| 代 | 氏名     | 在任期間        | 出身校                       | 備考 |
| -- | -------- | --------------- | ---------------------------- | ---- |
| 1  | 五島昇   | 1953年 - 1978年 | 東京帝国大学経済学部         |      |
| 2  | 松尾英男 | 1978年 - 1985年 | 慶應義塾大学経済学部         |      |
| 3  | 安芸哲郎 | 1985年 - 2000年 | 中央大学法学部               |      |
| 4  | 植木正威 | 2000年 - 2008年 | 東京都立大学法経学部経済学科 |      |
| 5  | 金指潔   | 2008年 - 2014年 | 早稲田大学政治経済学部       |      |
| 6  | 三枝利行 | 2014年 - 2015年 | 青山学院大学経済学部         |      |
| 7  | 植村仁   | 2015年 - 2017年 | 東京都立大学法学部           |      |
| 8  | 大隈郁仁 | 2017年 - 2020年 | 横浜市立大学商学部           |      |
| 9  | 岡田正志 | 2020年 - 2023年 | 大阪大学工学部環境工学科     |      |
| 10 | 星野浩明 | 2023年 -        | 慶應義塾大学経済学部         |      |

## 主な実績

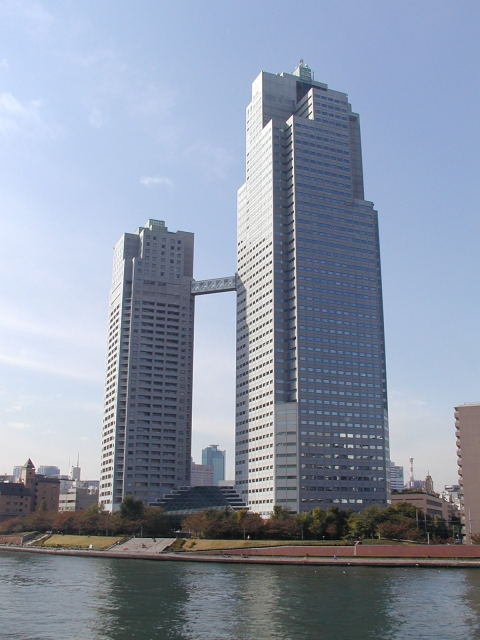
聖路加タワー

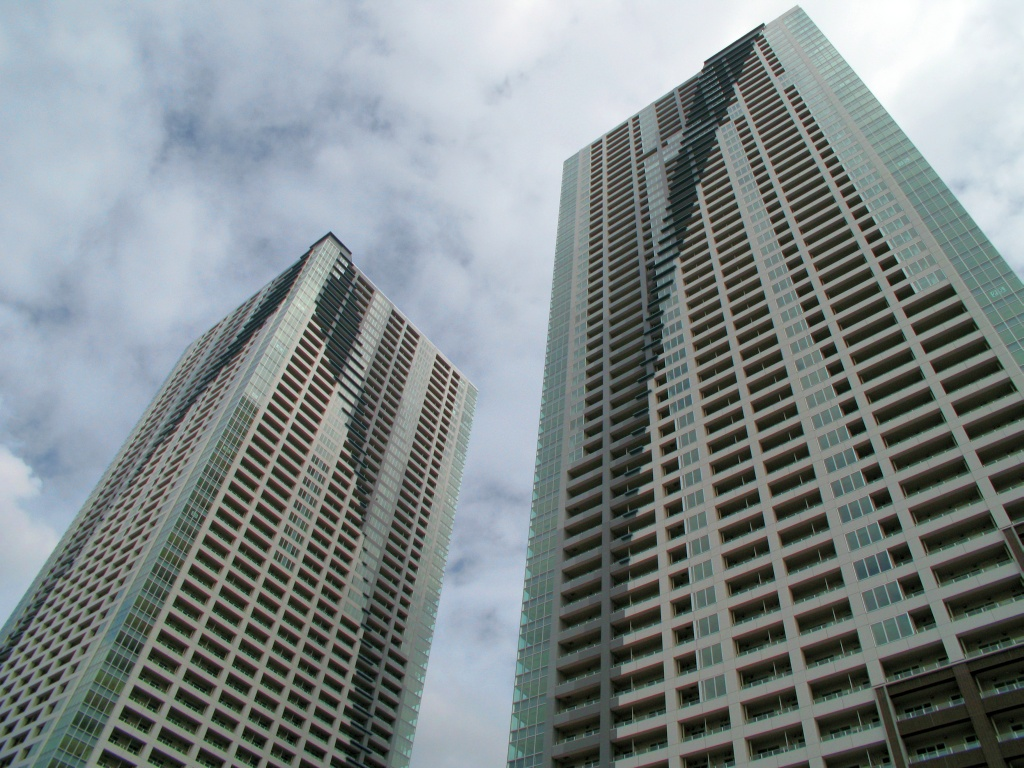
THE TOKYO TOWERS

### ビル
- 東急不動産赤坂ビル（旧:赤坂東急ビル）
- 日本橋丸善東急ビル
- 浜松町スクエア
- 東急プラザ銀座（旧:銀座東芝ビル）
- 世田谷ビジネススクエア（SBS）- 東京急行電鉄（当時）と共同開発
- 汐留ビルディング（共同運営）
- 聖路加タワー
- 北の丸スクエア - 三菱地所、ドイツ銀行グループと共同（東京都）
- 渋谷ストリーム
- 渋谷ソラスタ（東急不動産本社ビル）
- 渋谷フクラス（東急プラザ渋谷）
- 東京ポートシティ竹芝

### 住宅
- 住宅ブランドはファミリー層を対象とした「ブランズ」。シングル・DINKS層を対象としたマンション「クオリア」、海辺の暮らしを提案するマンション「シーサイドコート」、ハイグレードマンション「プレステージ」の4ブランドを展開していたが、2010年に「ブランズ」へ統一された[5]。首都圏のほかに関西や札幌にも展開している。なお、東急株式会社（旧・東京急行電鉄）のマンションブランドは「ドレッセ」であり、こちらは東急沿線を中心に展開している。

マンション
- アトラスブランズタワー三河島（東京都荒川区）
- THE TOKYO TOWERS（ザ・トーキョー・タワーズ）（東京都中央区）
- 赤坂タワーレジデンスTop of the Hill（東京都港区）2008年
- キャピタルマークタワー - 安田不動産・三菱地所などと共同開発分譲（東京都港区）。
- ルネッサンスタワー上野池之端（東京都台東区）
- クロスエアタワー（東京都渋谷区）
- ブランズタワー文京小日向
- CENTER FIELD 浦和美園（埼玉県さいたま市みそのウイングシティ）
- サウスゲートタワー川口（埼玉県川口市）
- シティデュオタワー川口（埼玉県川口市）
- ブランズ川口元郷（埼玉県川口市）
- パークホームズ志木ステーションファース（ららぽーと志木跡地、三井不動産レジデンシャルと共同開発分譲）（埼玉県志木市）
- フォーラスタワー所沢（埼玉県所沢市）
- ブランズタワー南千住
- ブランズシティ守谷 - 東京急行電鉄（当時）、中央商事と共同開発（茨城県）
- エクラスタワー武蔵小杉
- ブランズタワー札幌
- ブランズ西大津レイクフロント・レイクテラス（びわ湖パラダイス跡地）（滋賀県）
- ブランズタワー大阪備後町
- ブランズタワー御堂筋本町
- ブランズシティあべの王子町
- サンマークスだいにち - 三洋ホームズと共同

大規模戸建分譲地
- 多摩田園都市開発
- あすみが丘ニュータウン開発 - ワンハンドレッドヒルズ他、1986年から。土地区画整理事業による民間宅地開発では最大規模（千葉市緑区）
- 東急しらさぎ台（徳島県徳島市）
- 王寺ニュータウン・王寺スカイヒルズ-東急不動産共同体（東急不動産、阪神電気鉄道、新星和不動産他）（奈良県王寺町）1982年
- その他は供給実績を参照

過去にあった主な集合住宅
- 代官山東急アパート
- 三田東急アパート

### リゾート
「東急ハーヴェストクラブ」は、「別荘を持つ歓びとホテルで過ごす快適さ」のコンセプトのもと、1988年に開業した蓼科を皮切りに、軽井沢や箱根、有馬など全国24カ所の主要リゾートエリアに展開し、首都圏、近畿圏の消費者をターゲットにした会員制リゾートサービスを提供している。
2008年4月には、従来よりもハイグレードな仕様の「東急ハーヴェストクラブVIALA箱根翡翠」を、2010年3月には「東急ハーヴェストクラブ有馬六彩・VIALA annex 有馬六彩」をそれぞれオープンしている。
東急ハーヴェストクラブを中心に「ニセコ東急 グラン・ヒラフ」「ハンターマウンテン塩原」をはじめとしたスキー場、計20施設におよぶゴルフ場などを展開。専門会社として受託販売会社の東急リゾートや運営会社の東急リゾーツ&ステイを設立している。
- マウントジーンズスキーリゾート那須 - 栃木県那須塩原市※2024年3月で閉鎖
- ハンターマウンテン塩原 - 栃木県那須塩原市にある東急不動産系のスキー場
- タングラムスキーサーカス - 上水内郡信濃町大字古海にあるスキー場他複合リゾート施設(斑尾高原タングラム斑尾東急リゾート)
- ニセコ東急 グラン・ヒラフ（一部）

### 商業
- 「東急ハンズ」を子会社として設立し、都市型ホームセンターを展開していた。2022年3月31日に全株式をカインズに売却し、同社はグループから離脱した[6]。
- 「東急プラザ」シリーズ - 都市型ショッピングセンター。
- 「キューズモール」シリーズ - モール型ショッピングセンター。旧「マーケットパーク」シリーズ。2013年10月9日より「地域名＋キューズモール」にSC名を統一、今後開発する同様の施設でもこの名称を用いる予定[7]。
  - みのおキューズモール - 大阪府箕面市にて開発した複合商業施設。旧名「箕面マーケットパーク・ヴィソラ」。
  - あべのキューズモール - 大阪市阿倍野区に2011年開業。旧名「あべのマーケットパーク Q's MALL」。
  - あまがさきキューズモール - 兵庫県尼崎市。2012年に東急不動産がキリンホールディングスから取得した。旧名「COCOEあまがさき緑遊新都心」。
  - もりのみやキューズモールBASE - 大阪市中央区に2015年開業。
- 「マーケットスクエア」シリーズ - 大型専門店が集まった、パワーセンター型商業施設。
  - マーケットスクエアささしま
  - イーストマーケットスクエア川崎イースト
  - マーケットスクエア中山寺
- 二子玉川園（東京都）
- 多摩川園（戦後の一時期経営を手掛けた、東京都）
- 武蔵小杉再開発の事業主体（神奈川県）
- 天王寺・阿倍野地区開発（大阪府）
  - あべのキューズタウン（大阪府・共同運営）
- タカシマヤタイムズスクエア（東京都、一部土地建物取得）
- 「プラース[8]」シリーズ - 都心のトレンドエリアに展開する情報発信型商業施設。未利用地を一定期間暫定的に活用する目的で開発。
  - グラッセリア青山
  - ラヴェリア代官山（旧称・代官山プラース）
  - ラ・プラース南青山（2010年3月営業終了[9]）
- 「COREDO 日本橋」- 東急百貨店日本橋店あとに開発したオフィス兼商業施設。三井不動産と東急電鉄との共同ディベロッパー。
- 「GENTO YOKOHAMA」- 横浜みなとみらい地区にライブハウス「横浜BLITZ」やシネマコンプレックス「109シネマズ」などを備えた複合型商業施設を展開。
- 「デ・ラ・ファンタジア」- 2005年に愛知県名古屋市中村区で開催された「愛・地球博」の複合娯楽施設および同時にオープンした複合商業施設。
- 東京ドイツ村 - 袖ケ浦市の区画整理事業の一環として、東急不動産等が開発を行った施設（千葉県）
- トツカーナ
- サクラス戸塚 - 2011年3月、東急プラザとペデストリアンデッキにより直結した。
- 二子玉川ライズ
- デックス東京ビーチ - 住商アーバン開発が運営していたが、現在は東急不動産が運営を行なっている。

### その他
- 五百羅漢寺#文化財 - 昭和45年（1970年）東急からもと所有者に返還
- イースト・コミュニケーションズ - ケーブルテレビ局。1987年（昭和62年）に東急不動産が分譲住宅のインフラの為に開業したもの
- 東急スポーツオアシス - フィットネスクラブ「東急スポーツオアシス」の運営。2024年3月31日に全株式をルネサンスに売却し、同社はグループから離脱した[10]。

## グループ会社

### 兄弟会社
- 東急コミュニティー - 不動産管理
- 東急リバブル - 不動産流通業
- 東急住宅リース- 賃貸住宅事業

### 関連会社
- 石勝エクステリア - 造園工事業・土木工事業。
- イーウェル - 福利厚生代行。
- 東急不動産リート・マネジメント - 資産運用会社。
- 東急不動産キャピタル・マネジメント - 国内外機関投資家向けのマルチアセットの私募ファンドの運用会社。
- 東急不動産SCマネジメント - 商業施設運営。
- 東急リゾーツ&ステイ - 都市型ホテル、リゾートホテル、ゴルフ場、スキー場などの運営。
- 東急リゾート - 別荘・土地・マンション・会員制ホテル・ゴルフ会員権等、商品の売買仲介業と受託販売業。
- 東急イーライフデザイン - 高齢者住宅・有料老人ホームの経営・運営・運営受託・高齢者住宅・有料老人ホームに係るコンサルティング。訪問介護・訪問看護サービス。
- PT. TOKYU LAND INDONESIA - 戦略投資事業。（インドネシア）
- Tokyu Land US Corporation - 米国の不動産開発・賃貸管理など。
- 東急不動産諮詢（上海）有限公司 - 中国の不動産事業に関するコンサルティング業務。